# Eprint
In contesto accademico, una eprint o e-print è una versione digitale di una pubblicazione (solitamente un articolo di rivista scientifica, ma può essere alcuna tesi, un articolo di una conferenza o un convegno, un libro) che è accessibile on-line da un sito web personale, da un archivio digitale istituzionale, o da un archivio centrale disciplinare. Comprende i più noti termini preprint e postprint.

## Preprint, postprint e articolo pubblicato
Un preprint è una bozza di articolo scientifico che non è stata ancora valutata da una rivista accademica che prevede revisione paritaria (peer review).  
Un postprint invece è una bozza digitale di un articolo di ricerca dopo aver subito il processo di revisione paritaria. 
L'articolo pubblicato è invece quello che si va a trovare nella rivista scientifica, che sia stampata su carta o in formato digitale. Solitamente, l'articolo pubblicato non presenta sostanziali differenze rispetto al suo postprint in termini di testo o dati. Le differenze sono tipicamente di abbellimento e causate dalla casa editrice. Esempi includono abbellimenti tipografici, disposizione delle tabelle e delle immagini e maggior accuratezza delle citazioni. 
Secondo la terminologia definita da CrossRef, ogni bozza di articolo generata dagli autori prima di essere accettata per la pubblicazione viene considerata una preprint, mentre ogni bozza che segue la versione accettata per la pubblicazione, compresa quella accettata definitivamente, è un postprint.

## Ruolo
Il processo di pubblicazione di un manoscritto in una rivista scientifica con revisione paritaria dura mesi o anche anni a causa del processo di revisione stesso o dell'inflazione di manoscritti ricevuti dalle riviste. Ma il bisogno di far circolare velocemente i risultati scientifici attuali nelle comunità scientifiche ha spinto i ricercatori a distribuire i documenti conosciuti come preprint, sugli archivi istituzionali della propria università o ente di ricerca o su quelli disciplinari (come arXiv e bioRxiv ad esempio), in modo da poter ricevere commenti dai propri colleghi, che possono essere utili per migliorare gli articoli e prepararli alla sottomissione. Dal 1991, le preprint vengono sempre più distribuite elettronicamente attraverso Internet, invece che copie fisiche. Questo ha causato anche la creazione di grandi database come arXiv e di archivi istituzionali.

## Procedimento
Per poter creare un eprint di un articolo scientifico, è sufficiente che uno dei suoi autori pratichi l'autoarchiviazione dell'articolo, in quanto detentore dei diritti di autore dell'articolo o in quanto concesso in licenza dal detentore dei diritti di autore. È quindi sufficiente che l'autore renda liberamente accessibile l'articolo sotto forma di eprint, sul proprio sito Web personale o in un archivio digitale. Gli articoli accessibili liberamente sotto forma di eprint sono comunemente noti come green open access.